# ワイルドアームズシリーズ
ワイルドアームズシリーズ（WILD ARMS SERIES）は、ソニー・コンピュータエンタテインメント（現・ソニー・インタラクティブエンタテインメント）より発売されているコンピュータRPGシリーズ。

## 概要
西部劇とファンタジーがミックスされた世界観での冒険を描いているが作品ごとの世界観は独立しており、無限に存在するパラレルワールドが一つ一つの作品となる。
BGMの評価が高い作品として話題に挙げられる事もあり、ユーザーによってワイルドアームズの完全版サウンドトラック発売署名の呼びかけがインターネット上にて行われ、これが『WA:F』制作のきっかけとなった。その後シリーズ10周年である2006年に完全版サントラが商品化された。2008年の『ファミ通PRESENTS PRESS START 2008 -Symphony of Games-』ではWA2の楽曲をメインにオーケストラ公演が行われ、2010年に再演された。
PS初期にソニー自らがリリースした“3大RPG”（他2つは『アークザラッド』、『ポポロクロイス物語』）の一つとされている。
アプリ版『ワイルドアームズ ミリオンメモリーズ』を除けば『ワイルドアームズ クロスファイア』以降新作は出ていないが、2022年に生みの親である金子彰史自身による精神的続編『アームドファンタジア』が発表されている。

## シリーズ一覧
| 1996 | ワイルドアームズ                         |
| 1997 |                                          |
| 1998 |                                          |
| 1999 | ワイルドアームズ セカンドイグニッション  |
| 2000 |                                          |
| 2001 |                                          |
| 2002 | ワイルドアームズ アドヴァンスドサード    |
| 2003 | ワイルドアームズ アルターコード:エフ     |
| 2004 |                                          |
| 2005 | ワイルドアームズ ザ フォースデトネイター |
| 2006 | ワイルドアームズ ザ フィフスヴァンガード |
| 2007 | ワイルドアームズ クロスファイア          |
| 2008 |                                          |
| 2009 |                                          |
| 2010 |                                          |
| 2011 |                                          |
| 2012 |                                          |
| 2013 |                                          |
| 2014 |                                          |
| 2015 |                                          |
| 2016 |                                          |
| 2017 |                                          |
| 2018 | ワイルドアームズ ミリオンメモリーズ      |

### ゲーム
- ワイルドアームズ / WA （PS、1996年12月20日）
- ワイルドアームズ セカンドイグニッション / WA2 （PS、1999年9月2日）
- ワイルドアームズ アドヴァンスドサード / WA3 （PS2、2002年3月14日）
- ワイルドアームズ アルターコード:エフ / WA:F （PS2、2003年11月27日）
- ワイルドアームズ ザ フォースデトネイター / WA4 （PS2、2005年3月24日）
- ワイルドアームズ ザ フィフスヴァンガード / WA5 （PS2、2006年12月14日）
- ワイルドアームズ クロスファイア / WAXF （PSP、2007年8月9日）
- ワイルドアームズ ミリオンメモリーズ / WAMM  （iOS/Android、2018年9月25日サービス開始[9]、2020年2月27日サービス終了[10]）

### アニメ
- ワイルドアームズ トワイライトヴェノム / WATV

### 漫画
- ワイルドアームズ花盗人 / WA花盗人

## 世界観
シリーズの各作品の舞台は異世界「ファルガイア」だが、共通しているのは名称のみである。後述するシリーズの伝統要素のように異なる作品で同一の設定やキャラクターが登場するが、互いのファルガイア同士は関係していないパラレルワールドとして扱われており、作品間の繋がりは無い。金子は「毎作続編を考えないでやるのよ。毎回「これで終わり！全部出し切った！」みたいに」と語っている。ただし、『WA花盗人』でのトカ＆ゲー出演や、『WA5』と『WAXF』の連動サブイベントにおけるアイテムの受け渡し等、メインストーリー以外では僅かではあるが世界が直接的に繋がっている箇所も見受けられている。その他の共通点としては「マカロニ・ウェスタン+SF」風の世界観が挙げられる。

### ファルガイア
全ての作品の舞台が惑星ファルガイア（遠い地球＝far gaiaから生まれた造語。ただし英語版では「Filgaia」で表記される）。
各作品のファルガイアは別世界だが、どの作品でも共通して、過去に起きた何らかの原因により豊かだった環境と人の心が荒れ果てている世界となっている。『1』〜『3』においてはファルガイアは特殊な星でもあり宇宙の「中心」でもあるとされ星としての力の域を遥かに超えており、守護獣や魔族らが戦いがあっても耐えれるほどの力を持つとの事（しかし物語開始時の時点では守護獣共々大きく疲弊はしてしまった）。
ただし、『WA』『WA3』『WA:F』では星の外から現れた魔族との戦い、『WA2』では「焔の災厄」による大災厄が発生し致命的な状態になっている。『WA4』では世界大戦など、基本的に大きな戦いの結果、ファルガイア及びそれを支える守護獣や人々の心は荒れ果てたことになっている。

### 渡り鳥
荒野を行きかい、危険とロマンを求める冒険者。一箇所に留まらず土地から土地へと渡り歩く彼らを、空を無尽に渡り行く鳥とかけて渡り鳥と称した。依頼主から依頼を受け、それを解決することで報酬を得るという渡り鳥がその大半を占めているが、特にライセンス等が必要ではないので（『WA5』では要ライセンス）、ある程度の実力を持つ者ならば渡り鳥として各地を放浪することはできる。そのために中にはトレジャーハントや盗賊まがいの方法で利益を得る渡り鳥も少なくはない。命を懸けて依頼を遂行するプロフェッショナルから単なるごろつきと変わらない者まで様々。一般人の渡り鳥に対する対応も様々で、便利屋としてしか扱わない者から専属して依頼をする者まで多岐に渡る。
渡り鳥は敵味方共にARMを使う者が多いが（『WA3』では渡り鳥はほぼ全員ARMを所持している）、クレストソーサラー（ソーサレス）等魔法使いや他のクラスが渡り鳥となっているケースもある。
渡り鳥の祖先としては、「アラン・スミシー」という人物が一説にある（ただしこれは「出自の分からないどこかの渡り鳥」を指す名称であり、一個人を指す名前ではない）。この人物は実際登場しないが、『WA3』ではいくつかの本に登場していたりフィールドにある看板に他の渡り鳥へのメッセージを遺していたりという形で登場している。他のシリーズでは名前のみが残っていたりと実在しない人物として扱われている。

### ARM（アーム）
各作品の「ファルガイア」に存在する言葉。主に「特殊な素材から作り出された銃器の名称」として登場するが、必ずしも全てが銃器という訳ではない。「ARM」という単語は何らかの略称であるが、各々の作品によって意味は異なる他、一つの作品内でもARMに複数の意味が存在する場合もある。
WA
「Ancient Relics Machine（古代遺跡より発掘された機械）」という意味を持つ。魔族の身体組織をベースとし、機械そのものに使用者が精神を同調（シンクロ）させて起動する兵器の総称。精神同調は限られた人物のみしか行えず、使用者は一握り。実際開発された大戦期には「Article Rebirth Matricide（同族殺し）」という意味を持っていたこともあり、魔族の身体構造を利用及び模倣して同族を破壊する兵器だったことに由来する。
WA2
武器や機械としてのARMに特別な意味は無く、作動原理に未知の部分があるロストテクノロジーの産物であり、ドラゴンの化石が製作には不可欠であるものの、レプリカ技術などで広く一般に普及しており、精神感応性はあるものの使う者を選ばない。代わりにアシュレー達が所属する部隊・ARMSに「Awkward Rush & Mission Savers（緊急任務遂行部隊）」という意味がある。
WA3
「Artifacts from Ruins Memories（遺跡の想い出よりもたらされし技術）」という意味を持つ。言葉の意味は銃に留まらず、大戦時の遺跡より発掘された遺物及び遺物を利用したもので、人の精神力で活性化し作動する機械の総称となっている。そのために砂上艇や列車、作業用クレーンもARMとして見なされている。一般的な技術として広まっているが、ARMと精神を同調させる関係上、使用者の精神力やARMとの相性なども関係してくるので、誰でも同じ性能を発揮するというわけでは無い。まったくARMと同調することができない人間も稀に存在する。『WA3』における一般的なARMの原料は『WA2』同様ドラゴンの化石である。
WA:F
意味は『WA』と同じだが、もう一つ、「Alte Ratselhaft Machine（古く謎めいた機械）」という意味を持つ。これはロディの持つARMの名称として使われている。
WA4
「Ambient Reorganization Material（環境再組織化機械郡体）」という意味を持つ。ナノマシンの群体であり、当初は名前の通り環境の回復に開発されていたが、兵器に転用されることとなる。使用者の意思に従い励起し、瞬時に武器として構成される。扱うには遺伝的資質が必要。
WA5
「Aspirant's Rightful Mercilessness（未来を切り開く正義の鉄槌）」という本来の意味を持つ武器類のこと。作中の時代では「Ancestor's Renowned Mausoleum（偉人が残した栄華の墓場）」という意味で使われている。また、ベルーニ族という種族がARMを管理しているため、人間達からは皮肉を込めて「Assumptive Rotten Majesty（思い上がりの腐った威厳）」と呼ばれている。
WAXF
「Artificial Reincarnate Medallion（人工転生メダル）」という意味を持つ。作中では武器ではなく、キャラクターのクラス（職業）を変えるためのアイテムとして登場する。
WATV
『WA2』と同じくARMではなく、ARMSという名称が使われている。「Armaments of Ruined Macabre-Sabaoth（破滅した魔族の軍団の兵器）」の略称で、かつて魔族側が使用していたと言われる武器類のことを指し、ARMSを使える人間は魔族の生まれ変わりや末裔とされている。
WA花盗人
剣や弓矢よりも強力とされる実弾系の銃器「ARM」が普及している世界であり、中にはガーディアンの力を行使する事により具現化した特別なARMも存在する。ただし、ARMという単語自体に意味が存在するのか、素材は何なのか等の詳細は本編では語られていない。
その他
シリーズ10周年記念時に発売されたファンブックには「〜Absolute Reading for Marvelous Supporters〜（素晴らしいサポーターたちのための究極の読み物）」といった副題が付けられた。
精神的続編『アームドファンタジア』はファルガイアと異なる世界が舞台だが、「Aether Reaction M'aximizer（エーテル反応増幅炉）」の略称として登場。エーテル（生命体の持つ魔力素）に反応、増幅する機構を備える事で使用者の攻撃力と防御力を飛躍的に上昇させ、立ちはだかるあらゆる脅威への突破を目的としている

### 守護獣（ガーディアン）
万全ての万物、果ては事象、概念にまで宿るとされる「意思ある力」で「世界を支える力」とも称される全盛期は全能の力を持つ超越存在であった。ファルガイアという星、そして宇宙を守護する神と言える存在であり時間軸に囚われず存在し平行世界の転移も可能。各々がただ持つ力だけでもグレートウォールなどの宇宙の大規模構造を破壊する程の力を内包しており他の存在(人間やエルゥなど)と交感する事でその力を更に増大する事ができる。貴種守護獣は更に上位の存在である。
この設定はWA～WA3においては（WA5はかなり違う）全て同一である。
その他の設定(ゲーム中の時代までの弱体化する経緯等)は各作品で若干異なるが、精神体でありながら肉体を構築が出来るものの、ゲーム中の時代では世界の環境と人心の荒廃により力が全盛期とは比べ物ならないほどに弱まり、直接的な影響力がなくなっていることがほとんど。守護獣はそれぞれ単一の事象を司り、何かしら関連アイテムがあることが多い。ゲーム中に登場する守護獣についての司る事象・名称・関連するアイテムの名称・登場作品の対応は以下の表の通り。なお、WA4のシリーズ以降は上記の設定は存在せずWA4の世界では神話としての伝承が残る（それに基づいて気象兵器の象徴として地のG、水のS、火のM、風のF、回復のOの姿が形成される）のみで、劇中世界には守護獣はいないという独自の世界になっている。
各々作品でそうだが、守護獣の存在そのものが形となった物を身に付ける事で守護獣の加護と助力を得られる。守護獣の力そのものは全盛期より弱っているものの、その加護と助力は人間が魔族や強大な存在と対抗出来るほどの圧倒的なものである。
| 守護獣一覧   | 守護獣一覧         | 守護獣一覧 | 守護獣一覧                 |                          |
| 司る事象     | 守護獣             | 説明 | ミーディアム、関連アイテム | 登場作品                 |
| ------------ | ------------------ | --- | -------------------------- | ------------------------ |
| 地           | グルジエフ         | 地を司るガーディアン 。四大元素のうち筆頭格。大地にまつわるあらゆる事象の支配者であり、地震はもちろん地形や地磁気を自在に制御することができる。この「大地」とは星におけるものだけではなく、宇宙をそのものと捉えているため、あらゆるエネルギーに影響し制御する事ができる。守護獣の中でも巨大な四大守護獣、その筆頭格ゆえのその力は､星系はおろか全ての超銀河団を揺るがす大振動を起こせる程の力を内包している。 | 大地の唸り                 | WA、WA2、WA3、WA:F       |
| 水           | シトゥルダーク     | 水を司るガーディアン。現身いたる所に鋭い突起を生やした甲羅と、鋭い鉤爪に長い尻尾を持つ大亀の姿。その穏やかな気性もちながらもその凶悪な姿は、水が潜在的に持つ破壊の力さしている。 | 水のささやき               | WA、WA2、WA3、WA:F       |
| 火           | ムァ・ガルト       | 火を司るガーディアン 。四大守護獣の中でも非常に苛烈な性格。爆裂する火球から飛び出す様は、ファルガイア各地に伝わる不死鳥伝説のモチーフともなっている。全身に炎をそのものであり、半ば恐竜じみた外見を持った真紅の猛禽。鍛冶の守護神でもあるため頭と胸部分に装甲を装着している。 | 烈火の怒り                 | WA、WA2、WA3、WA:F       |
| 風           | フェンガロン       | 風を司るガーディアン。極めて俊敏な運動能力を持ち、ただ風を纏い敵中を駆け抜けるだけで魔族の一個師団を引き裂く程。風や大気を支配している関係、大気の振動である「音」も司っており、音楽家に天啓を授ける役割も担うとされ、音楽を愛する人々からも篤い信仰を受ける。 | 疾風の爪                   | WA、WA2、WA3、WA:F       |
| 山           | ディノギノス       | | 山の響き                   | WA、WA5                  |
| 海           | ルカーディア       | | 海津神の心                 | WA、WA2、WA:F、WA5       |
| 雷           | ヌァ・シャックス   | 雷を司るガーディアン。雷を司る守護獣。現身は頭部に数本、背中に六本の角を生やし、四肢に枷を嵌めた獅子の姿。その体は常に10億ギガボルトにも及ぶ強力な電撃を帯びており、戦闘時にはそれを遥かに超える程の力を振るう。性格は負けず嫌いでフェンガロンを事あるごとにライバル視する。 | 雷鳴の牙                   | WA、WA2、WA:F            |
| 雪           | アルスレート       | | 雪の結晶                   | WA、WA2、WA:F            |
| 聖           | イオニ・パウアー   | | 聖者の悲しみ               | WA、WA:F                 |
| 魔           | ドラス・ドラム     | | 魔界の呼び声               | WA、WA:F                 |
| 光           | ステア・ロウ       | | 閃光の一撃                 | WA、WA2、WA3、WA:F       |
| 闇           | レイテア・ソーク   | | 闇の一撫で                 | WA2                      |
| 命           | オードリューク     | | 生命の炎                   | WA、WA2、WA:F            |
| 死           | ギィ・ラムトス     | 死を司るガーディアン。その姿は下半身が巨大なギロチン、胴体部分が歯車のようになった異形の死神。その体を回り続ける歯車は輪廻転生の象徴とされる。死の概念を持つ赤い雨と化して仇為す者を攻撃する。結果、対象の被曝線量は7億Sv/sにも達し生物､非生物、概念だろうと事象だろうと、どのような存在でも問わず一瞬にして「死」に至る。 | 死の接吻                   | WA、WA2                  |
| 天           | ソラス・エムス     | | 天の裁き                   | WA、WA:F、WA5            |
| 星           | リグドブライト     | 星を司るガーディアン。星を司る守護獣。始祖の「泥」の守護獣グラブ・ル・ガブルから生まれた他の守護獣と異なり、遥か昔に星の海からファルガイアに飛来し、守護獣の一柱となった異色の存在。食べるとエビのような味がするらしい。概念的な隕石そのものとして落下し、その力を発露し全てを破壊する。 | 星の輝き                   | WA、WA2、WA:F            |
| 月           | セレスドゥ         | | 月の幻惑                   | WA3、WA5                 |
| 城           | ゼルテュークス     | | 城塞の守り                 | WA、WA:F                 |
| 剣           | エクイテス         | | 剣の舞                     | WA、WA:F、WA5            |
| 時空         | ダン・ダイラム     | 時空を司るガーディアン。時空の裂け目から魔星ヒアデスの到来をいち早く発見し、ヒアデスが崩壊する際に発生した膨大なエネルギーを、襲来した多くの魔族共々別時空へと消滅させた。守護獣は時間軸にとらわれず存在し、平行宇宙への移動も可能だが、このエピソードからもわかる通り、時の運行と次元の扱いについては守護獣でも最高クラスであり、貴種守護獣に次ぐ高位の守護獣として知られている。その為、ゲーム上では魔力値補正が上位クラスの守護獣である。強大な持つに似合わず人懐こく子供が大好きな性格で、少女と共にラピスラズリを探すのが趣味。 | 時の歯車                   | WA、WA2、WA3、WA:F       |
| 幸運         | チャパパンガ       | | 幸運の手札                 | WA2、WA3、WA5            |
| 勇気         | ジャスティーン     | | 勇気の紋章                 | WA、WA2、WA3、WA:F       |
| 愛           | ラフティーナ       | | 愛の奇跡                   | WA、WA2、WA3、WA:F       |
| 欲望         | ルシエド           | 欲望を司るガーディアンロード。あるゆる行動の根源となる「欲望」を司る貴種守護獣(ガーディアンロード)の一柱。始原の守護獣である「泥」の守護獣、グラブ・ル・ガブルより産まれ落ちた最初の守護獣であり、「希望」を司るゼファーの双子の弟で最も強大な力を持つ存在の片割れ。いつの時代でも欲望は尽きる事がないため、唯一肉体を持つ不滅の守護獣(３rdは除く) | 欲望の顎                   | WA、WA2、WA3、WA:F、WATV |
| 希望         | ゼファー           | 希望を司るガーディアンロード。明日という未来を信じ、奇跡を呼び起す「希望」を司る貴種守護獣(ガーディアンロード)の筆頭。始源の守護獣たる「泥」の守護獣グラブ・ル・ガブルより、双子の弟である「欲望」を司るルシエドと共に最初に生まれ落ちた偉大なる竜王。その翼で羽ばたけば一瞬にして宇宙の果てを超えて飛翔する程で､その胸に宿る心臓は絶望に打ち克つ者たちの希望に燃えており、ひとたび力を解放すれば宇宙はおろか、多元宇宙を破壊し、高位の次元に影響を与える程の爆発的な力を持つ程。                                                    | 希望のかけら               | WA、WA2、WA3、WA:F       |
| 恐怖         | エノス・ハース     | | -                          | WAXF                     |
| 泥           | グラブ・ル・ガブル | 原初の守護獣を参照 | -                          | WA、WA2、WA:F            |
| 超越         | ガイア             | 超越存在を参照 | -                          | WA2                      |
| ファルガイア | 人間               | | -                          | WA、WA:F                 |
| 未来         | ???                | | アガートラーム             | WA2                      |
| 花           | エスメラルダ       | | -                          | 花盗人                   |

四大守護獣
ファルガイアの万物を構成する四大元素、地（ジオ）、水（ミューズ）、火（フレイ）、風（ウィング）を司る4体の守護獣、グルジエフ、シトゥルダーク、ムァ・ガルト、フェンガロンのこと。守護獣の中でも特に強大な存在で広くファルガイアの人々の信仰の対象になっている。
貴種守護獣（ガーディアンロード）
生きるものの心の中でも特に強い力を持つ愛、勇気、欲望、希望を司る4体の守護獣、ラフティーナ、ジャスティーン、ルシエド、ゼファーのこと。他の守護獣よりも遥かに強大な力を持つ反面、生きるもの心の影響を大きく受けるので、人心が荒れ果てた場合、もっとも速く大きく力を削がれてしまう。
貴種守護獣の中でも欲望の影狼ルシエドは特殊な存在で、双子である希望の竜神ゼファーと共に最初に泥の守護獣より生まれたというだけでなく、欲望とは生き物に不可欠な想いである「明日の自分を欲し望む、現状を変えようとする力」であるため、他の守護獣が肉体を失い休眠してる状況でも一切、力が減少せず肉体を維持することすら可能である。強く純粋な欲望を持つ者に力を貸す傾向があり、時にはたとえファルガイアに仇をなす「悪」に分類される者に対しても力を貸す。ただし、WA3の世界では欲望が捻れてしまっていることで他の守護獣同様に力を失っている。
原初の守護獣
グラブ・ル・ガブルは「全て」の宇宙の始まりそのものでもあり､全てを生み出した超高次元の存在､母なる原初の守護獣。ファルガイアも守護獣もグラブ・ル・ガブルから生みだした。全てを生み出した存在ゆえに桁外れの力を持つが他の守護獣と違い自己を持たず、「白痴の力」と称される。現在ではファルガイアと一体化やその奥底に存在した状態になり、(『WA』『WA:F』および『WA2』)エルゥ等の上位存在に若干ながらその力を制御されている。
絶対存在
守護獣ガイアはグラブ・ル・ガブルを含めた全ての守護獣の力と意識の集合体であり全知全能の存在守護獣の中でも存在自体がかなりな特殊。大勢なるモノにして個を為す存在。『WA2』に登場した。「柱」と呼ばれる特殊な人間を犠牲にしなければ全ての守護獣が集積せずガイアは発現してくれないが、反面その力は侵食異世界の多元宇宙規模の侵食すらまったく問題にしないという絶対的なものである。

#### 秩序の輪
『WA:F』までのファルガイアに存在する、星のエネルギー循環システム。星が持つエネルギーが守護獣に流れ、守護獣がその力を持って環境を豊かにすることで、星に住まう命が繁栄し、その精神エネルギーは守護獣の力となり、守護獣の力が星に還元されることで、星が繁栄し続けるというもの。
どのファルガイアでもかつてあった大きな戦いにより、守護獣と星の力が削がれたことで環境が荒廃し、それに伴い住まう命の守護獣に対する信仰が無くなることで精神エネルギーの供給も断たれ、さらに守護獣の力と星の力は弱まるという悪循環に陥っている。

#### 災厄獣（ディザスター）
『WA3』『WA:F』『WAXF』の世界に存在する（ただし『WA:F』は設定のみ）、守護獣と同質・同能力の存在ながら対極に位置する負の守護獣とも言うべき存在。守護獣が司る力のプラス方面の力の象徴であるならば、災厄獣はマイナス方面の力の象徴。人の怒り、憎しみ、恐れによって生まれるとされ、負の感情を糧に成長し司る力に応じた災害を引き起こす。
上記以外の場面でも、守護獣が何らかの要因で「反転」した場合、災厄獣と化すことがある。一例として、『WAXF』のエノス・ハースは、カティナの特殊な精神構造や儀式を無理矢理に行ったことが影響し、災厄獣と化してしまった。
『WA2』では、火の守護獣の失われた一対の翼から生まれ、火の持つ「破壊」の相を強く受け継いだために暴走し「秩序の輪」より外れ、災厄獣に似た性質を持ったデミ・ガーディアン“焔の災厄”ロードブレイザーが登場している。

### 種族
ファルガイアにはファルガイア生まれの命も居れば、星の外からやってきた宇宙人も存在している。
人間
ファルガイアにおいてもっとも数の多い知的生命体として登場する種族。魔族の台詞等では「ニンゲン」で表記されることが多い。作品によって根本的な由来が大きく異なる種族でもある。
『WA』『WA:F』では、グラブ・ル・ガブルから生み出されたファルガイアの守護獣として登場する。しかし永い年月の末に守護獣の枠から自立し、力と不死を失った代わりに繁殖能力と個々の人格を得たものが現在の人間とされる。もっとも個体数の多い守護獣だが、守護獣の輪から抜けて年月が経過しているために自分たちの出自や使命を知るものはほとんどいない。
『WA2』ではグラブ・ル・ガブルから生み出された数多の生命体の一つとして登場。守護獣で無い点を除けば基本的に『WA』の人間と同様の存在。
『WA3』ではファルガイア生まれの種族ではなく、惑星テラよりやってきた魔族の奴隷階級にあたる存在である。そのため人類のほぼ全てがARMとの同調能力を備えている。現在では基本的には『WA』の人間と同様の存在。
『WA5』では本編より12000年前のファルガイアにて惑星改造に反対し、星に残る事を決意してファルガイアにて進化した存在。
エルゥ
人間と同じような姿をしているが、毛に覆われた獣のような耳や手足を持つ。高い知能と無限の寿命、現在の人間では解明できない高度な技術、そして守護獣との高い交感能力を持つ穏やかで平和的な種族。
種族としての設定はどの作品においても大差ないが、ゲーム中の時代のエルゥがどうなっているかが大きく異なる。
『WA』の世界では、太古の昔から守護獣と意思を交し合い「秩序の輪」を築き上げ、超高度な技術を持っていたことから上位種族（オーバーロード）と称されていた。かつてのエルゥは当時の人間と必要以上に交わることはしていなかったが、魔族との大戦時には人間を共に戦う仲間として認め、協力し合い共に魔族と戦うための兵器開発も行ったが、大戦終結と同時に荒廃したファルガイアや人間に見切りを付け、エルゥ界と呼ばれる閉鎖空間を創造し、ほぼ全てのエルゥがそこへ移住した（この世界への転送装置はエルゥでなければ起動できないため、人間とエルゥはこの時点で決別したとされている）。
『WA:F』では、基本的に上記の『WA』での設定と同じ。
『WA2』のファルガイアにもかつてグラブ・ル・ガブルから生み出された生命としてエルゥ種は存在したが、本編の1000年以上前の「焔の災厄」の時には既にその姿を消している。しかし、数々の高度な技術をロストテクノロジーとして残し、今なおかつてエルゥが設置したグラブ・ル・ガブルの活動を制御する「楔」が現存しているなど、その影響は大きい。この世界のエルゥが滅びたのか、それとも星の海や異世界へと出立したのか、いずれも不明である。
『WA3』のファルガイアではファルガイアの本来の原住知的生命体として登場し、漂流してきた魔族を難民として受け入れるものの、彼らの好戦的な性質により徐々に関係が悪化し、エルゥを支配しようとする魔族との間で戦争となり、彼らに抗うエルゥ及び支配からの脱却を試みる最下級の魔族（後の人間）が戦った。戦いには勝利したものの星は傷つき、星との結びつきの強いエルゥ種は徐々に数を減らし、最後のエルゥ「マリエル」も人間達の前からいつの間にか姿を消してしまっている。
『WAXF』では、「エルゥボレア」という名の世界が存在しているが、関連性は不明。
魔族
ファルガイアとは異なる次元で誕生した生命体。『WA4』、『WATV』の魔族を除いて、肉に該当する部分は鋼、血は魔銀ミスリルと呼ばれる水銀と似た物質で構成されている。材質の違いを除けば構造的にはファルガイアの生命体とほとんど同じである。姿形は個体差が大きく、基本的に獰猛。終末の四騎士等に代表される上位魔族の力は全能の力を持つ守護獣の殆どを上回る程（貴種守護獣や絶対存在はまた別）。また、電気信号の中にのみ存在し、現実への干渉能力を持たない夢魔と呼ばれる魔族も存在する。
彼らの身体に対しての設定は基本的にほぼ同じであるが、彼らの種族の由来や終着点、存在意義は各々の作品によって微妙に異なる。
『WA』のファルガイアの魔族とは、魔族の母「マザー」と呼ばれる、聖母を形作る、独自に分裂増殖する機械群体に産み落とされた存在であり、彼らの姿形が異なるのは、マザーから分裂・増殖する過程において、独自の進化を遂げるからである。『WA』の魔族は、生まれ故郷であるヒアデスが何らかの理由で崩壊したためにファルガイアに新たなる居住地を求めてジークフリードたち魔族が来訪したというストーリーがあったが、実際ヒアデスを滅ぼしたのはマザーであり、実はヒアデスは故郷ではなくマザーに滅ぼされた領域の一つでしかなかった。
『WA3』のファルガイアでの魔族とは、惑星テラの人間が己の闘争心のままに肉体改造を繰り返した結果辿りついた姿であり、「魔族」という名は改造を施し異形の姿となった戦闘階級の人間を、戦う力のない最下層の人間達が恐れて付けた名称である。魔細胞（ナノマシン）によって肉体を鋼の身体と水銀の血に作り換え、半生命半機械と化している。死してもその肉体の残骸とそれに残る魔細胞は周囲に影響を与え、星の命を喰らう。
『WA:F』での魔族は上記の設定が混在したような設定となっており、惑星テラの住民が自身を改造した姿であり、なおかつマザーに生み出された存在でもある。
『WA4』のファルガイアの魔族は、空間支配といった人智を超えた力を持つが、外見や肉体は人間と変わらない模様（登場例が少ないため種族全体としての詳細は不明）。これまでのシリーズに比べファンタジー色が強い。
『WATV』のファルガイアの魔族は伝承ではファルガイアの総治に人間の反乱軍であるファルガイアの移民として登場し、『WA4』同様、外見や肉体は人間と変わらない模様。
マザー
魔族の頂点にして生み出す母なる存在。WA及びWA:Fにて登場するマザーは破壊の衝動にとらわれた個体で自らを「滅びの聖母」と名乗り、いくつもの多次元宇宙を破壊・滅亡させている。このマザーは全時空で9体存在しているという設定であるが、同名称のキャラクターとして登場したのは上記の2体のみである。ただし、他のシリーズでも「マザー」、「聖母」等の関連用語が使われ、マザーであるかのように示唆されているキャラクター（もしくは概念）も存在する。
ノーブルレッド
雪のように透き通る白い肌と赤い瞳をしており、永久の寿命を持ち､真の意味で「魂」が不滅である。肉体が消滅しようとも魂が不滅であるため復活を遂げる力を持った伝説の不死種族。別名・イモータル。吸血行為を行う吸血種であるが吸血鬼やヴァンパイアといった怪物とは全く異なる存在。日光に弱いが肌に悪い程度というものであり、吸血能力を持つが生存には必要ない。鏡にも映るしニンニクや十字架で撃退されることもないし流れる水で溺れることもない。太陽光も平気（ただし美容の大敵な為、マリアベルは着ぐるみをしている）守護獣や焔の災厄レベルの能力でなければ滅ぼす事は不可能であり、クレストソーサーなどの概念や因果律に干渉する方法では滅ぼす事は不可能なほどでたとえ肉体が消滅しようと瞬時に復元する肉体を持ち、身体能力や魔力も超人を軽く凌駕する。種としての「圧倒的な身体を有する能力と魔力、非常に高い知能とロストテクノロジーなどの超高度文明」が個体数は少なく、いわば「夜の支配者」である。
“焔の災厄”ロードブレイザーとファルガイアを守るために交戦した結果、WA2本編の時代ではマリアベルを除いて全てのノーブルレッドは「魂」を打ち砕き、喰らわれ完全に死亡してしまった。
ただし、悠久の果てに復活を遂げると言われている。
『WA2』に登場し、伝承のみでなら『WA3』『WA4』にも登場。『WATV』では日光浴が好きだったり、不細工なコウモリのような生物への変身を可能とするなど、全く設定の異なるノーブルレッドが登場する。
ベルーニ族
『WA5』に登場。12000年前、人間の中でファルガイアに残ることを選ばず宇宙に旅立った者たちを指す。しかしファルガイアから「拒絶」される肉体のため彼の大地では生きることができず、多くが防毒マスクなどで素顔を隠している。惑星改造を行うことで人間を犠牲にし、自分たちが住めるファルガイアにしようとする「強硬派」と現状を維持する「穏健派」の二つが存在する。またベルーニ族は人間の上位存在として君臨しているため生殺与奪の権利すら握っている。
ドラゴン
半生命半機械のファルガイアの生命とは異なる命。非常に高度な知能を持ち、ドラゴン種という種族の力そのものがと守護獣と同等以上の戦闘能力を持ち、最上位の存在は貴種守護獣に匹敵、あるいは上回る力を持つ。。
機械と生物が融合しており、その化石「ドラゴンフォシル」はARMの原料として多用されている。
2,3に登場するロンバルディアはドラゴンでも特に強大な存在であり、2nd劇中から分かるとおり軽々と宇宙そのものを消滅させてしまう貴種守護獣級のオーバーナイトブレイザーさえも歯牙にもかけない程であり、貴種守護獣と以上ともされる飛行形態(キャリバーモード)に飛翔する事が可能（最高速度は計測不能だが上記設定で貴種守護獣のゼファーが宇宙の果てから果てまで一瞬にして飛翔するとの事からそれ程の速度を持つ事は確かまた変形せずとも空は飛べる。ドラゴンは平行世界への移動も可能だがロンバルディアは時間軸へも囚われない存在でもある攻撃方法は生体ミサイル「ミサイルマイト」そして、咆哮により最大で宇宙さえも軽々と消してしまう「ドラゴニックガンブラスター（咆哮絶技）」など、すべての能力においてファルガイアの兵器、生物を遥かに超えた超越存在と言える。
『WA2』では「ドラゴン次元」と呼ばれる異世界から、「侵食異世界」の脅威から逃れるためにファルガイアへとやってきた別次元の生命体。ドラゴン次元での侵食異世界への抵抗により傷ついた体の上に環境の変化もありほとんどのドラゴンが滅んでいる。
『WA3』では魔族が造った(ロンバルディア以外)、別名「竜機」と呼ばれる生体兵器。ドラゴン自体が意志を持っていたかどうかは不明とされている。大戦後にその役目を失ったドラゴンたちは各地で深い眠りにつき、現在ドラゴンの化石として発見されているものはARMの原材料となっている。物語中盤、復活したジークフリートが量産型竜機を大量に生産している。
『WA4』『WA5』『WAXF』のファルガイアでは直接ドラゴンが登場する事は無いが、アイテムとしてドラゴンフォシルが登場している為、設定上は「ファルガイアにドラゴンは存在していた」事になっている。
亜精霊
本来ファルガイアに流れる「意思無き力」である精霊だったものが自立し意志を持った存在。亜精霊は喋ることや食べることが可能となった個体といえる。精霊としての力は弱まっているがそれでも高い知恵と長い寿命を持ち、生涯で1人の主人に仕えると言われる。
亜人
シリーズを通して「ゴブ（『WA』のみゴブリン）」と呼ばれる亜人が存在し、集団生活を営んでいる。主に序盤の敵として遭遇し、集団戦法が得意だが時に仲間割れを起こしたりと頭のレベルは低め。その他にも豚の姿を持つ「オーク」や鹿の如き大きな角を生やした「ロンウェー」といった亜人も存在する。
宇宙人
ファルガイアとは異なる惑星より飛来した者。『WA2』のリザード星人「トカ＆ゲー」やすべてのシリーズに登場する「這い寄る混沌」が代表格。
魔獣
ファルガイアに出没する怪物の俗称。生態の違い等により細かい分類こそされるものの、上記の種族に分類しない者は概ね魔獣に分類される事になる。なお、WA2のみ魔獣ではなく怪獣の俗称が使われている。
ラギュ・オ・ラギュラ
全シリーズに登場する隠しボスであり、全存在の頂点に立つもの。別名「百魔獣の王」。人が踏み入らない場所（概ねABYSSと呼ばれる隠しダンジョンの奥深く）に封印されている。「『レギュレイトオーガン』所謂頭脳にあたる器官。非常に攻性的な活動の制御元となっている。純粋な力の顕現であるがゆえに感情や知性・自由意志などというものは基本的に持ち合わせておらず、ただただ機械的に敵対するものを排除する。『テンタクルヘッド』頭部から四本生えている各触腕の付け根部分には、各々が独立した疑似脳が存在。本体からの指令とは独立した“別の存在”として活動することができる。このため全方位からの攻撃に対し対処可能であり、死角などという甘っちょろいものは存在しない。『レーダーレシーバー・センシティブソナー』眼を持たず普通の生物における視覚を持たない代わりに、この二つの複合器官によって外界の環境を認知する。音や温度、匂い、電磁波など全てを“視て”攻撃対象を捕捉することができる。『プロテクタイトスキン』皮下腺から分泌される体液は空気と接触することにより硬質化し、甲殻としての役割を果たす。攻撃を受けるとその一部が砕けて衝撃を吸収・減殺する効果を発揮し、また破損した甲殻は新たに分泌された体液によってほぼ瞬時に修復可能。『コンポジットボーン』骨格は金属によく似た材質によって形作られている。硬性に富むA骨と弾性に優れたB骨が螺旋状に連なって組成されており、ラギュ・オ・ラギュラ自身の絶対的な攻撃力によって肉体が自壊しないよう耐久性を向上させている。『ヴォイドジェネレイター』心臓部。通称“無限の心臓”と呼ばれ、空虚な黒い孔となっている。その心臓はありとあらゆる全ての宇宙・次元へと繋がっており、場合によってはリンクしている全ての宇宙がエネルギー枯渇で消滅する程汲み上げ、その汲み上げたエネルギーをそのまま一兆度の炎などとして、高位の次元そのものを崩壊させるほど。端的に言ってしまえば、ちょっと息を吸って吐くだけで宇宙とか次元がなくなっている。『モレキュールコントローラー』両腕部分に存在する、周辺の分子運動を制御する器官。お馴染み「1000000000000℃」のプラズマを生み出す元凶。負の方向にエネルギーを方向付けることで瞬間的な冷却も可能。その冷気は物理法則の限界である-273℃を軽くすっ飛ばし、-1000000000000℃にも達するといわれる。一兆度とは名があるが、実際引き起こす現象は上記の通り一兆度程度のレベルの現象ではないのがわかる。」その力は守護獣さえも血祭りに上げ、絶対存在(ガイア)にさえ届く程の力を持つ最凶最悪の存在。どのラギュ・オ・ラギュラも基本的な設定は上記の通りだが、『WA3』では這い寄る混沌の蠱毒により作り出された存在、『WAXF』では他次元のファルガイアで封印されたラギュ･オ･ラギュラの破壊衝動から生み出された質量を持たない精神体と、一部のシリーズでは少々特殊な由来が設定されている。

### 魔法
異なるファルガイアでは、魔法の形態も異なる場合がある。『WA』『WA:F』『WA2』の世界で人間によって一般的に使われるクレストソーサー（紋章魔法）や、WA4のフォーミュラ（術式）、守護獣の力を借りる魔法として、『WA2』のガーディアンロア、『WA3』のアルカナ、種族特有の魔法として『WA2』のノーブルレッド族のレッドパワー、『WA:F』のエルゥのハーブマジックが挙げられる。

### フォース
心を持った生き物が持つ、精神力。“想い”の力や意思の力や集中力とも言われ、戦闘における感情の昂ぶりなどで「フォース」は増大する。魔法を使うために消費するMPとは別物だが、作品によってはある程度の「フォース」の昂ぶりがないと魔法が使えない世界もある。
「ファルガイア」において、強い意志や想いは精神論だけではなく実際の力として具現化して現われやすいという特性があり、「フォース」の力で肉体や魔法を強化し「技」として発現させたり、前述のARMや守護獣にさらなる力を発揮させたりすることができる。
また、心が放つ力であり、心の延長線でもある「フォース」を束ねることで、離れた人間同士の心を一時的に一つに繋げることも可能。

### ゴーレム
ほとんどのシリーズに登場する人型兵器。鋼の如き堅牢なる装甲と強靭な力を持つ。見た目はいわゆるロボットであるが、シリーズによっては内部に生体部品や人工筋肉のような生物的なパーツも用いられている。思考回路を搭載しており、ある程度の判断能力は持ち合わせているが、ゴーレムに「自我」は存在しない。また、ゴーレムはゴーレム三原則を忠実に守る為、主人の命令には絶対である。なお、『WA4』の世界にはゴーレムは登場しないが、機械技術の普及した世界である為、ゴーレムとは異なる自律戦術兵器も登場する。
アースガルズ
ほぼ全シリーズに登場するゴーレム。大きさや立場は作品ごとに異なるものの、大きな2本の角と腕に搭載された対消滅バリア機構などの特徴は一貫している。WA4の世界では登場キャラクターの異能名として登場している。
『WA』及び『WAF』では自我に目覚めているかと思われるシーンがあるが目覚めているかは明言されていない（ラスボス戦後のイベントでは明らかにセシリアの命令無視した行動を取っている）。
『WA3』では最初はただに『機械』であったのだが主人公たちと戦う内に本当に目覚めて最終的には主人公たちを守る。

## 用語
バスカーの民
守護獣から離れてしまった人々の中で、それでも守護獣信仰をやめずに独自の集落と秩序の中で生きる事を選んだ民。バスカーの民はどのシリーズでもARMや機械を受け入れずに守護獣や夢見をその導き手として崇め奉っている反面、排他的・閉鎖的で昔からの因習に囚われているという一面も見せる。外見はアメリカインディアンのような姿をしており、バスカーの集落も簡素なテントや洞窟などを利用した住居で作られ、家畜や畑が描かれていることから自給自足をその生活背景としていることがうかがえる。
彼らは自ら独自の儀式をすることで守護獣との交信をしたりその力を具現化させる術を持ち、その力はバスカーの民の中でも特に力を持つ神官と呼ばれる人物にしか扱うことはできない。『WA3』ではこの神官を任命する儀式というものも存在した。
守護獣信仰は『WA』『WA:F』ではバスカー派、クラン派という二つの考え方が存在し、自然と共存し自然の力を利用することを提唱したクラン派が発展し大多数を占める。一方自然回帰を唱え、自然に適合して生きていくことを提唱したバスカー派はごく少数しかいない。
レイポイント、レイライン
レイラインとは霊的地脈という意味で、世界中をめぐるエネルギーのこと。泥のガーディアン、グラブ・ル・ガブルがファルガイアそのものであるという認識があるため、言うなればレイラインとはグラブ・ル・ガブルの血管という見方もできる。レイポイントとはこのレイラインが交差し局地的にエネルギーの力が高まったポイントのこと。これらに流れているエネルギーはガーディアンの原動力そのものと言っても過言ではなく、レイライン及びレイポイントの消滅はそのままガーディアンの消滅と直結している。
ヒアデス
『WA』『WA:F』では魔族が故郷としている惑星を意味する（『ＷＡ』作中表記は「ヒヤデス」）。ただしこのヒアデスは通常の惑星とは異なり、多次元間を瞬間移動しながら航行する、ほとんど船とも例えられる物質及び領域。魔族自体の誕生した惑星はテラだが、その後ヒアデスという惑星をマザーと当時の魔族たちが侵略した後に現在存在している魔族たちが生まれたため、彼らはヒアデスを故郷として捉えている。
『WA3』では千年前の大戦で滅んだとされる魔族が残した情報ライブラリィ。WA3における七人委員会がそれを発見、解読を始めた。この情報ライブラリィにあるデータは別名「智慧」と呼ばれ、そこに記されているのはおよそ人間の身では計り知れないほどの膨大かつ緻密な情報であり、ゴーレムの設計や人体の修復方法、人造生命体の生成や惑星改造に至るまで多岐に渡っている。
七人委員会
『WA』『WA:F』では大戦終結後にユグドラシルシステム建造の為に構成された7人組の組織。後に彼らのうちの2人が作り出した国家、アーデルハイドとアークティカが『WA』『WA:F』におけるファルガイアの支配者及び指導者となった。
『WA3』では荒廃したファルガイアを救うために組織された7人の科学者たち。それぞれ科学者、物理学者、生物学者、術式士、機械工学者、魔術師といった面々で構成されている。彼ら7人の発端は100年ほど昔に情報ライブラリィ、ヒアデスを発見した7人の科学者たちに遡る。ヒアデスに眠る智慧を解析し始めた7人は以降、目的に合わせてメンバーを入れ替えていったが、常に7人であったことから七人委員会と呼ばれた。ファルガイアに生きるほかの人々からは希望に見立てて虹と例えた者もいる。
夢見
これから起きるであろう事象を夢の形で預言するというもの。『WA2』のコレットや『WA3』のシェーンといったようにシリーズの中では特にバスカーの民にその夢見の能力所持者が多い。ただし『WA3』のラミアムのようにバスカーの民以外の一般人でも夢の中で何者かに啓示を受けるという例も夢見として分類される。バスカーの民はこの夢見能力者の言葉を全面的に信頼し、ファルガイアの未来のためにその力を役立てようとしている。
ミーディアム
守護獣の意思が石化したプレート状の板。『WA』では「パワープレート」の名称で登場。ゲーム中ではこれを装備する事により守護獣の力を使役する事が可能である。これは大別して2種類に分類することができ、実際に守護獣自身の力をそのまま封じ込めたミーディアムは「純種（オリジン）」と呼ばれて相応の力を持つ。もうひとつはバスカーの民が水や風のエネルギーをミーディアムとしたもので、そちらは「模造品（イミテーション）」と呼ばれる。
ユグドラシル（システム）
『WA』『WA:F』では初代七人委員会が開発を担当した建造物。このユグドラシルは大量の生命エネルギーを生み出し、大戦のためにダメージを受けたファルガイアを修復するために作られた。ところが稼動前にマザーに取り込まれ、魔族側はこれにより大幅な戦力の増強を達成し戦況も魔族側に傾倒することになる。
『WA3』でも同名のユグドラシルシステムというものが存在するが機能としては『WA』『WA:F』と同じ。開発担当は七人委員会であり、ユグドラシルは情報ライブラリィ・ヒアデスから取り出した魔族たちの智慧の中から作り出した建造物として登場する。当初はファルガイアの環境修復のためにと作り出されたそれは、物語の中でリヒャルトら預言者たちの目的に利用されることとなる。
『WAXF』では「豊穣の地」という別称を持つ大地修復の為のシステムとして登場する。
早撃ち
シリーズでは「銃としての早撃ち」ではなく、居合いに当たる高速抜刀の剣技の俗称として登場する。早撃ちは初太刀の速さを重要とした剣技である為、片刃ないし細身の剣刀を用いて行われる事が多い。本編中の使用者は『WA』『WA:F』のザックとエルミナ、『WA3』のトッド、『WAXF』のルパートが該当する。「早撃ち」の名称は使われていないものの、『WA5』のグレッグもファイネストアーツ（特殊クリティカル攻撃）にて早撃ちを彷彿とさせる高速剣技を見せている。
クラス
『WA3』『WA:F』を除くパーティキャラクター（『WA4』のみ一部の主要敵キャラクターも含む）に使われる一種の固有名称。職業・技能的な意味合いで付けられるもの（『WA』・ロディの「ガンウォリアー」や『WA4』・ジュードの「ガジェッティア」）から、キャラクターの種族がそのまま使われるもの（『WA2』・マリアベルの「ノーブルレッド」）、キャラクターの背景を指し示すもの（『WA2』・ブラッドの「プリズナーNo.666」や『WA5』・グレッグの「パセティックリヴェンジャー」）等、名称の由来は様々である。WAXFではクラスの存在がゲームのシステムと密接に関わるようになっている。

## 作中ネタ
ワイルドアームズシリーズはシリーズ毎に様々なキャラクター・モンスター・用語・お決まりのネタや台詞が共通して登場する事が多い。
ダンジョン
パズル要素の強いトラップを解除しつつ進んでいくダンジョンがシリーズ恒例となっている。WAXFではシミュレーションRPGとなったが、戦闘フィールドに様々な仕掛けが施されている。
トニーに始まり、ラギュ・オ・ラギュラに終わる
金子彰史がコンプリートガイドのインタビューにて度々発しているシリーズテーマの一つ。ゲーム最序盤に登場する「トニー」と呼ばれるキャラクターが何らかの封印を解く事で物語が始まり、最終的に隠しボスである「ラギュ・オ・ラギュラ」と戦う流れになっているという事を指している。
トニー
本編に登場するキャラクター。作品によって年齢、職業等が異なっている（シリーズが進むごとに年齢が上がる傾向が見られている）。
『WAXF』では今までの人間という枠を超えて雑種犬となり、シリーズで初めて主人公達のパーティに参加する。
ラギュ・オ・ラギュラ
ゼットンをモチーフにしたシリーズ最強の怪獣。ゼットンに酷似した体のパーツや「1000000000000℃」（1兆度）の火球を放つのが特徴。『WA5』では「-1000000000000℃」という物理法則を超越した温度で攻撃してくる。
魔王アンゴルモア
元ネタはノストラダムスの『予言集』百詩篇第10巻72番に登場する「恐怖の大王」から。「The 7th Moon」という予言内容に関連した名前の技を使用してくる。元ネタが降臨するはずだった1999年に発売された『WA2』では最強ともいえる程の猛威を振るったが、それを過ぎた『WA3』では隠しボスから中ボスに降格し、「時代遅れの魔王」とまで称された。それ以降、強さに波はあるもののシリーズを重ねる事に弱体化していっている傾向がある。
タラスク
生体ミサイルを射出する堅牢な外殻と毒性の血液を持つ亜竜。全シリーズに登場するが、機械で改造されたり、通常種より能力が上昇したタラスク・パワードが登場したり、タラスクモンス・タラスクゴラスと2体1組で現れたり、タラスクの王・キングタラスク三世が登場したりと、そのバリエーションは様々である。
這い寄る混沌
フラットウッズ・モンスターをモチーフにした敵キャラで、多大な経験値・ギャラを獲得できる。ファルガイアを侵略する異星人であり、『WA3』では這い寄る混沌関連のサブイベントが登場する。名前の元ネタはクトゥルフ神話に登場する架空の神性であり、下記のネクロノミコンを含め、クトゥルフ神話をオマージュとしたネタが多いのもシリーズの特徴である。
ネクロノミコン
強力な効果を持つ魔道書、及び通常確率1%でそれを落とす雑魚敵。殊に『WA』『WA3』では入手すると魔法の威力が格段に跳ね上がる。『WAXF』ではエクスモルテスの名称で登場した。
スケベ本
『WA2』では「スケベぼんデラックス」という名のキーアイテムで、『WA3』以降では敵として出現。勝利時には各キャラ特有の台詞がある。
シェリフスター
保安官バッジのような見た目の装備アイテム。装備すると各パラメーター大幅上昇など、強力な効果を持つ。
荒野の果てへ
なるけみちこが作曲したシリーズのメインテーマとも言える曲で、『ＷＡ』のOPテーマである。『WA5』を除き、アレンジを加えたものが全シリーズで使用されている。
個別シナリオ
『ＷＡ』から『ＷＡ：Ｆ』まで存在したシステム。冒頭でパーティメンバー個別のシナリオを選択して進めていくというもの（『WA:F』のみ順番固定）。全てのシナリオをクリアしたのち、全員が合流するメインのシナリオが開始される。
ヤキソバ
誰かの好物であったり、一場面で出てきたりと、毎作品どこかしらに登場する。ワイルドアームズ10周年記念イベントでのクイズ大会で「スタッフのイメージではWAのヤキソバは日清製のイメージである」というアナウンスが出たが、誰が決めたのかは不明である。
アーメンガード
『WA3』『WA:F』『WA4』に登場する謎の少女。シリーズごとに記念日、ことわざ、オカルト話が好きという設定で、PS2の内蔵時計の日にちに合わせてそれらにまつわる、ある意味妄言とも取れる様々な話を366日分も聞かせてくれる。
エクストラファイル
『WA2』から『WA5』に登場。OP、EDムービー、ボイスなどのおまけを楽しむためのもので、クリア後の最終形を開くにはそれ用のセーブデータを必要とする。『WA3』からは開くのにEXファイルキーなどの必要条件が課され、『WA:F』からは未クリアでも一部を開けるようになった。
パロディ
コンシューマーゲームにもかかわらず、他作品のオマージュやパロディが著しく多いことで有名である。例を挙げれば、漫画・アニメ・神話・映画等々、様々な作品から単語や設定、キャラクターの名称等を持ってくることもあれば、ラギュ・オ・ラギュラやカリュプデス等々、特撮物の怪獣などをモチーフにしたモンスターが登場することも多々ある。これについて金子は「ワイルドアームズ自体、僕が昔見て面白かったマンガとかアニメの要素を詰め込んでいるんです」と答えており、ラギュ・オ・ラギュラのビジュアルも金子が元ネタのゼットンが大好きだからという理由で似せている。
スタッフ関連
日本テレネットのPCエンジン用ゲームソフト『天使の詩II 〜堕天使の選択〜』はWA以前に金子がディレクション・シナリオを担当した作品でWAの製作スタッフも幾人か関わっており、用語や設定などがワイルドアームズシリーズの設定にもいくらか使われている（例：仙草アルニム、魔剣ルシエド、など）。WAシリーズに登場する「ギミル」というコインも元々は『天使の詩』シリーズの通貨である。

## 書籍
Piece of Tears なるけみちこ ミュージックスコア フロム ワイルドアームズシリーズ
2006年8月23日にメディア・ビジョンエンタテインメントのオンラインショップ限定で発売。同日発売のCD『WILD ARMS Music the Best -feeling wind-』の譜面やなるけみちこや麻生かほ里、その他なるけみちこに縁のある作曲家やアーティストらの対談やインタビューが収められている。

## サウンドトラック

### alone the world 〜ワイルドアームズ・ヴォーカルコレクション〜
『WA』『WA2』『WA3』『WATV』の楽曲の中から、麻生かほ里によるヴォーカルソングが集められたサウンドトラック。ゲーム内のBGMがアレンジされ歌詞が付けられた新規の曲も収録。歌唱は麻生かほ里が担当している。一部楽曲はアレンジバージョンとなっている。
1. Lullaby
2. どんなときでも、ひとりじゃない (Full size ver.)
3. 夜空
4. Resistance Line
5. 一番逢いたい人
6. 奇蹟
7. Zephyrs's
8. Advanced Wind (Full size ver.)
9. Sky High! Fly High!!
10. 夜空しか知らない (Full size ver.)
11. Wings
12. CONTINUOUS 2002 ver.
13. alone the world
14. distance

### WILD ARMS Music the Best -feeling wind-
『WA4』までのゲームタイトルおよびWATVでの楽曲をピアノアレンジとして収録したサウンドトラック。
1. イントロダクション （WA:F）
2. どんなときでも、ひとりじゃない (WA2)
3. 修道院 (WA1)
4. 日常という名の風景 (WA3)
5. 1st IGNITION (WA2)
6. お宝ハンター3人娘 (WATV)
7. 街 (WA1)
8. as time goes by 〜僕等は忘れない〜 (WA4)
9. 決意、そして （WA:F）
10. Wings (WA3)
11. 絆を想う (WA4)
12. 一番逢いたい人 (from Vocal Album “alone the world”) (WA2)
13. すっかり賑やか (WA4)
14. Ready! Lady Gunner!! (WA3)
15. CONTINUOUS (WATV)
16. 足跡 （WA:F）
17. 荒野の果てへ (WA1)

### WILD ARMS Music the Best -rocking heart-
『WA4』までの5作品の内から、バトル曲を中心にロックアレンジとして収録したサウンドトラック。
1. 荒野の果てへ Ver. Detonator (WA4)
2. Windward Birds (WA:F)
3. ガンメタルアクション (WA3)
4. FATE BREAKER (WA3)
5. そこに貫く意地は固く (WA4)
6. バトルフォース (WA2)
7. バトル・VSトカとゲー (WA2)
8. その名も、シュレディンガー一家 (WA3)
9. あれれ？（ゼットのテーマ） (WA1)
10. 空を見上げる君がいるから (WA4)
11. ダンジョン・遺跡系2 (WA2)
12. Gの咆哮 (WA:F)
13. おっまかせ☆ (WA:F)
14. クリティカル･ヒット！ (WA1)
15. この重さは命の重さ、この意味は生きる意味 (WA3)
16. ガンブレイズ (WA4)
17. バトル･VSロードブレイザー (WA2)

### milestone　～ワイルドアームズ・ヴォーカルコレクション２
『WAMM』までのヴォーカル曲を集めたコレクションアルバム。なるけみちこ氏による書き下ろし曲「milestone / 麻生かほ里、織田かおり」を収録。
1. Million Memories / 暁月凛 (WAMM)
2. 本気の嘘 / 織田かおり (WAXF)
3. 誰がために / 織田かおり (WAXF)
4. 葬列 / 麻生かほ里 (WA:F)
5. Bird=Rain / 浅野まゆみ (WATV)
6. 星空ジェット / ギターウルフ (WATV)
7. お宝ハンター3人娘 / 大阪史子、藤枝成子、愛河里花子 (WATV)
8. CONTINUOUS / 麻生かほ里 (WATV)
9. Windward Birds / 麻生かほ里(WA:F)
10. as time goes by 〜僕等は忘れない〜 / 麻生かほ里 (WA4)
11. 空を見上げる君がいるから / 麻生かほ里 (WA4)
12. milestone / 麻生かほ里、織田かおり (書き下ろし)
13. 青空に誓って / 渡辺真知子 (WA)
14. 足跡 / 麻生かほ里 (WA:F)

## コンサート
主催：Aetas株式会社、株式会社2083 / 制作：エイベックス・エンタテインメント株式会社
Score Re;fire #1 ～WILD ARMS Vocal Songs Concert～
2018年12月15日に横浜関内ホール 大ホールにて昼夜2公演行われた。「ワイルドアームズ」シリーズ20周年にあたる2016年に発足したサウンドプロジェクト「Score Re;fire WILD ARMS」の第1弾として開催。ボーカルとして麻生かほ里、織田かおりを迎えたほか、なるけみちこが監修を兼ねて出演し、演奏は「渡り鳥バンド」が担当した。演奏楽曲のアレンジは、なるけに加え、岩垂徳行、穴沢弘慶が手がけた。
Score Re;fire #2 ～WILD ARMS Vocal Songs Concert 2019～
2019年10月14日に市川市文化会館にて夜1公演行われた。出演者はそのままに、上記の再演という位置づけだが、なるけの監修のもと、セットリストを一新している。渡り鳥達からのリクエストによる楽曲が追加されたほか、岩垂、穴沢による新たなアレンジ楽曲を用意されるなどといった、前回になかった楽曲も演奏された。